# Rembau (district)
Rembau is een district in de Maleisische deelstaat Negeri Sembilan.
Het district telt 43.000 inwoners op een oppervlakte van 410 km².